# Hymenostylium scaturiginosum
Hymenostylium scaturiginosum är en bladmossart som beskrevs av Brotherus 1902. Hymenostylium scaturiginosum ingår i släktet Hymenostylium och familjen Pottiaceae. Inga underarter finns listade i Catalogue of Life.